# Гарольд Кейт Джонсон
Гарольд Кейт Джонсон (англ. Harold Keith Johnson; нар. 22 лютого 1912, Боусмонт, Північна Дакота — пом. 24 вересня 1983, Вашингтон) — американський воєначальник, генерал армії США (1964), 24-й начальник штабу армії (1964—1968). Учасник Другої світової та Корейської війн.

## Біографія
Військова кар'єра
- 1 липня 1929 — кадет
- 13 червня 1933 — другий лейтенант
- 13 червня 1936 — перший лейтенант
- 9 вересня 1940 — капітан
- 19 грудня 1941 — майор
- 7 квітня 1942 — підполковник
- 2 вересня 1945 — полковник
- 1 січня 1956 — бригадний генерал
- 1 липня 1959 — генерал-майор
- 1 липня 1963 — генерал-лейтенант
- 1 липня 1964 — генерал

Гарольд Кейт Джонсон народився 22 лютого 1912 року у містечку Боусмонт, в окрузі Пембіна, штат Північна Дакота. 1929 року закінчив вищу школу та поступив до Військової академії США, яку завершив 13 червня 1933 року з одночасним присвоєнням військового звання другий лейтенант. Службу розпочав у 3-му піхотному полку (Стара Гвардія) у форт Снеллінг, Міннесота.
У 1938 році Джонсон навчався в Піхотній школі у Форт-Беннінгу. Після закінчення курсу підготовки його направили до 28-го піхотного полку у Форт Ніагара, Нью-Йорк. У 1940 році, після запиту про переведення для продовження служби за кордоном, Джонсон був переведений до 57-го піхотного полку (філіппінських скаутів) у Форт-Мак-Кінлі, Філіппінські острови.
З січня 1942 року брав участь у битві за Філіппіни. 9 квітня 1942 року після поразки американсько-філіппінських військ у битві при Батаані Джонсон став японським військовополоненим. Був учасником Батаанського маршу смерті. Джонсон був ув'язнений у в'язниці Кемп О'Доннелл, Кабанатуан і Білібід. У грудні 1944 року японці спробували перевести Джонсона та 1600 інших військовополонених з Філіппін. 14 грудня 1944 року американські винищувачі F6F «Хеллкет» потопили японське судно Ōryoku Maru, яке перевозило 1620 військовополонених союзників; при цьому загинуло понад 300 американських військовополонених. Джонсон вижив і був переведений до Японії. Не бажаючи захоплення своїх військовополонених наступаючим союзникам, Японія знову перевела Джонсона разом з іншими американськими військовими до Кореї, де 7 вересня 1945 року Джонсон нарешті був звільнений 7-ю піхотною дивізією.
Після повернення Джонсона додому, після курсу реабілітації, офіцер отримав своє перше призначення до Школи сухопутних військ. У серпні 1946 року він навчався в Командно-штабному коледжі у Форт Лівенворті, штат Канзас, де потім залишався інструктором ще два роки. У 1949 році Джонсон навчався в Штабному коледжі збройних сил у Норфолку. Після закінчення його призначили командиром 3-го батальйону 7-го піхотного полку у Форт Девенсі, штат Массачусетс.
Джонсон організував 1-й тимчасовий піхотний батальйон у форті Девенс і в серпні 1950 року його відправили до Кореї. Батальйон став 3-м батальйоном 8-го кавалерійського полку 1-ї кавалерійської дивізії для оборони периметра Пусана. Джонсон пізніше командував 5-м і 8-м кавалерійськими полками. У лютому 1951 року його призначили на посаду помічника начальника штабу з операцій I корпусу.
У 1952 році навчався в Національному воєнному коледжі. Після закінчення Джонсона призначили в офіс помічника начальника штабу з операцій, де він спочатку служив начальником відділу планування загальної війни, потім помічником начальника відділу планування і, нарешті, виконавчим директором помічника начальника штабу армії.
У січні 1956 року Джонсон був призначений на посаду заступника командира 8-ї піхотної дивізії у Форт Карсон, Колорадо. У 1956 році він разом з 8-ю дивізією передислокувався до Західної Німеччини. Згодом посів посаду начальника штабу 7-ї армії зі штаб-квартирою в Штутгарт-Вайхінгені. У квітні 1959 року Джонсона перевели до штабу армії США в Європі на посаду помічника начальника штабу з операцій. У грудні наступного року його призначили начальником штабу Центральної групи армій у штаб-квартирі НАТО, він безпосередньо займався плануванням застосування французьких, німецьких і американських військ в операціях у Центральній Європі.
З 1960 року Гарольд Джонсон став комендантом Командно-штабного коледжу армії США у Форт-Лівенворті. У лютому 1963 року став помічником заступника начальника штабу з бойових дій (операцій і планів) Управління сухопутних військ, а в липні призначений заступником начальника штабу з військових операцій.
3 липня 1964 року Джонсон був призначений 24-м начальником штабу армії США; його репутація експерта-тактика призвела до того, що його обрали замість кандидатів із більшим стажем. Того року він сказав Асоціації національної гвардії, що «військові сили… повинні застосовуватися, маючи на увазі мету, що виходить за рамки війни», і «в широкому сенсі метою, що виходить за межі війни, має бути відновлення стабільності з мінімальними руйнуваннями, щоб суспільство та законний уряд могли діяти в атмосфері справедливості та порядку».